# جمیل حسن
جمیل حسن (زاده ۱۹۵۲ حمص) رئیس سرویس اطلاعاتی نیروی هوایی ارتش سابق سوریه بین سالهای ۲۰۰۹ تا ۲۰۱۹ بود. وی از طرف پلیس بین‌المللی، اینترپل به اتهام ارتکاب جنایت جنگی در سالهای ۲۰۱۱ تا ۲۰۱۵ تحت تعقیب قرار گرفته است.
جمیل حسن همچنیین در سال ۱۹۸۲ به همراه نیروهایش به استان حماه حمله کرد و طی آن کشتار گسترده‌ای صورت گرفت خانه‌ها و محله‌ها به‌طور کامل ویران شده و تعداد کشته‌ها بین ۱۵۰۰۰ تا ۵۰۰۰۰ نفر تخمین زده شده است.